# The Man (canción)
«The Man» es una canción de la banda estadounidense de rock The Killers de su quinto álbum de estudio,  Wonderful Wonderful  (2017).  Fue lanzado el 14 de junio de 2017, como el sencillo principal del álbum.  Una versión del cantante de jazz-pop inglés Jamie Cullum fue lanzada como el sencillo principal de la banda sonora de la película de atracos de 2018  King of Thieves.

## Fondo y material gráfico
El baterista Ronnie Vannucci Jr. declaró que la letra de la canción era "en gran parte sobre cómo cuando éramos más jóvenes nos sentíamos invencibles. Lo que significaba ser un 'hombre' en tus 20's. Una especie de cofre, el sostén de la familia, nada podría detenerte, algo invencible. Es una especie de palabrería, cómo ese no es realmente el punto de ser un hombre en absoluto. En realidad se trata más de compasión y empatía". Según el vocalista de la banda Brandon Flowers,  la canción es una respuesta a las canciones más delicadas del álbum, incluyendo "Rut" y "Some Kind of Love": "Esas canciones llegaron y fue como, 'Estas son más tiernas o contemplativas de lo que hemos sido, cómo  ¿llegamos a este punto?'  Reflexionando sobre eso fue de donde «The Man» vino".
La obra de arte para el sencillo presenta al hijo menor de Flowers, Henry, y fue filmada por Anton Corbijn.

## Lanzamiento y promoción
A partir del 6 de mayo de 2017, la banda tuiteó una serie de fotografías y videos cortos para provocar su quinto álbum de estudio, entonces sin título. Entre los tuits había una fotografía de Flowers con una chaqueta plateada y letras doradas que deletreaban "The Man".  El 14 de junio de 2017, "The Man" fue lanzado como el sencillo principal de  Wonderful Wonderful. BBC Radio 1  Annie Mac estrenó la canción como "Annie Mac's Hottest Record en el Mundo".
El 31 de julio de 2017, la banda interpretó "The Man" en  Jimmy Kimmel Live! . El 20 de agosto de 2017,  Showtime lanzó un video promocional con la banda tocando "The Man" para promocionar Floyd Mayweather Jr. vs. Conor McGregor.

## Composición e interpretación lírica
"The Man" es una canción de bajo  disco-rock.  Fue construido alrededor de una muestra del 1975 Kool & the Gang canción "Spirit of the Boogie" y fue compuesta por The Killers y productor Jacknife Lee. Líricamente, la canción es una autorreflexión de los primeros años Brandon Flowers, siendo descrito por él mismo como una forma de reconciliar ese personaje con los ojos abiertos con el hombre que ahora es.

## Recepción crítica
El sencillo recibió críticas en su mayoría positivas de  críticos de música.  Ryan Dombal de   Pitchfork   describió a "The Man" como un "sobre funk brillante y punzante descendiente del himno de los 80 «Living in América» de James Brown", diciendo que Flowers se jacta de sí mismo hasta el punto de ser ridículo.  Añadió: "La canción se llama "The Man", pero sus ideas de masculinidad no son más que juveniles. A medida que la masculinidad estadounidense continúa evolucionando y amenaza con recurrir a las viejas y feas normas, The Killers intentan tener ambas cosas aquí,  burlándose de la supremacía que hace pivotar dick mientras sirve algo que podría sonar razonablemente un comercial de una camioneta áspera y espolvoreada". Escribir para   DIY  revista, Will Richards elogió la confianza de Flowers en la canción y la calificó de "enorme, bombástica y valiente". Robin Murray de   Choque  llamó a la canción "tonta, delirante y completamente adictiva".

## Desempeño comercial
La canción debutó en el cuadro   Billboard 's Alternative songs en el número 26 la semana después de su lanzamiento.  En la misma semana, se clasificó como la canción más agregada de Alternative Radio. La canción se convirtió en la novena canción de The Killers para llegar al top 10 de la lista Tabla de canciones alternativas, antes de ingresar a los cinco primeros. "The Man" posteriormente alcanzó el número uno en la lista  Billboard 's Adult Alternative Songs, su primera canción para hágalo en más de 10 años desde "Read My Mind". La canción también alcanzó el número uno en la tabla Mediabase Alternative Airplay.

## Video musical
El video musical que acompaña al sencillo fue dirigido por Tim Mattia y lanzado el 28 de junio de 2017. El video, filmado en Las Vegas, presenta a Flowers interpretando a cinco personajes: un jugador, un pianista, un playboy, un piloto de motocross y un cantante de karaoke, que están conectados por su obsesión con el ego y la fama.  Al final del video, todos los personajes de Flowers comienzan a desmoronarse a medida que su éxito se desvanece: el jugador pierde su auto;  las cortinas se cierran sobre el cantante de salón;  todas las chicas lo abandonan;  las viejas cintas muestran el accidente que terminó con la carrera del jinete;  y el borracho es expulsado de la barra. Incluye un cameo de ex  Alcalde de Las Vegas y actual primer caballero de Las Vegas Oscar Goodman.

## Premios
| Año  | Ceremonia | Premio     | Resultado |
| ---- | --------- | ---------- | --------- |
| 2017 | Q Awards  | Best Track | Nominado  |

## Posicionamiento en listas
| Listas (2017)                               | Mejor posición |
| ------------------------------------------- | -------------- |
| Argentina Anglo (Monitor Latino)            | 16             |
| Australia (ARIA)                            | 65             |
| Bélgica (Flandes) (Ultratip Bubbling Under) | 16             |
| Bélgica (Valonia) (Ultratip Bubbling Under) | 33             |
| Escocia (Scottish Singles Sales Chart)      | 38             |
| Reino Unido (UK Singles Chart)              | 63             |
| US Rock Digital Songs (Billboard)           | 1              |
| Estados Unidos (Adult Top 40)               | 31             |
| Estados Unidos (Alternative Airplay)        | 2              |
| US Rock Digital Songs (Billboard)           | 5              |
| US Rock Airplay (Billboard)                 | 4              |